# Gustaf Lidberg
Carl Gustaf Lidberg, född 23 september 1859 i Stockholm, död 2 november 1931 i Bromma, Stockholm, var en svensk polisman.
Efter studier vid Uppsala universitet inträdde Lidberg 1885 vid Stockholms poliskår, och blev kommissarie vid detektiva polisen där 1890, stadsfiskal 1902 och var chef för detektivarbetet 1908-16. Han ledde polisutredningen mot rånmördaren Alfred Ander och fungerade även som åklagare vid den senare rättegången vid Stockholms rådhusrätt. Han var också inblandad i utredningen mot Martin Ekenberg, mannen som anses ha konstruerat världens första brevbomb. Lidberg har utgett Detektivchefens berättelser (2 band, 1918-19).